# タンダミン
タンダミン(Tandamine)は、三環式構造を持つ選択的ノルアドレナリン再取り込み阻害薬である。1970年代に抗うつ薬として用いられたが、市販はされなかった。タンダミンは、選択的セロトニン再取り込み阻害薬として作用するピランダミンのアナログである。